# Campionati oceaniani di triathlon
La OTU (Oceania Triathlon Union) organizza i Campionati oceaniani di triathlon (OTU Triathlon Oceania Championships). Si disputano con cadenza annuale..

## Albo d'oro

### Élite Uomini
| Anno | Oro               | Argento           | Bronzo            |
| ---- | ----------------- | ----------------- | ----------------- |
| 1999 | Greg Bennett      | Hamish Carter     | Greg Welch        |
| 2002 | Hamish Carter     | Kris Gemmell      | Craig Watson      |
| 2003 | Hamish Carter     | Chris Hill        | Kris Gemmell      |
| 2004 | Brad Kahlefeldt   | Miles Stewart     | Richie Cunningham |
| 2005 |                   |                   |                   |
| 2006 | Brad Kahlefeldt   | Peter Robertson   | Bryce Quirk       |
| 2007 | Brad Kahlefeldt   | Courtney Atkinson | Bevan Docherty    |
| 2008 | Shane Reed        | Bevan Docherty    | James Seear       |
| 2009 | Brad Kahlefeldt   | Courtney Atkinson | Dan Wilson        |
| 2010 | Kris Gemmell      | Ben Pattle        | David Matthews    |
| 2011 | Kris Gemmell      | Aaron Royle       | Cameron Good      |
| 2012 | Brendan Sexton    | Kris Gemmell      | Aaron Royle       |
| 2013 | Peter Kerr        | Aaron Royle       | Tony Dodds        |
| 2014 | Aaron Royle       | Ryan Fisher       | Declan Wilson     |
| 2015 | Jacob Birtwhistle | Declan Wilson     | Ryan Sissons      |
| 2016 | Marcel Walkington | Aaron Royle       | Jacob Birtwhistle |
| 2017 | Matthew Baker     | Marcel Walkington | Tayler Reid       |
| 2018 | Sam Ward          | Callum McClusky   | Daniel Hoy        |
| 2019 | Brandon Copeland  | Trent Thorpe      | Tayler Reid       |

### Élite Donne
| Anno | Oro                   | Argento               | Bronzo             |
| ---- | --------------------- | --------------------- | ------------------ |
| 1999 | Jackie Gallagher      | Joanne King           | Tracy Hargreaves   |
| 2002 | Heather Evans         | Samantha Warriner     | Rebekah Keat       |
| 2003 | Samantha Warriner     | Mirinda Carfrae       | Maxine Seear       |
| 2004 | Nicole Hackett        | Felicity Abram        | Maxine Seear       |
| 2005 |                       |                       |                    |
| 2006 | Rina Bradshaw-Hill    | Emma Moffatt          | Alee Sharp         |
| 2007 | Erin Densham          | Annabel Luxford       | Debbie Tanner      |
| 2008 | Emma Moffatt          | Annabel Luxford       | Nicky Samuels      |
| 2009 | Sarah Crowley         | Nicky Samuels         | Kelly Bruce        |
| 2010 | Andrea Hewitt         | Debbie Tanner         | Nicky Samuels      |
| 2011 | Ashleigh Gentle       | Charlotte McShane     | Andrea Hewitt      |
| 2012 | Emma Jackson          | Ashleigh Gentle       | Erin Densham       |
| 2013 | Felicity Abram        | Kate Mcilroy          | Grace Musgrove     |
| 2014 | Gillian Backhouse     | Natalie Van Coevorden | Melinda Vernon     |
| 2015 | Jaz Hedgeland         | Sophie Corbidge       | Rebecca Clarke     |
| 2016 | Emma Moffatt          | Emma Jeffcoat         | Jaz Hedgeland      |
| 2017 | Emma Jeffcoat         | Gillian Backhouse     | Joanne Miller      |
| 2018 | Natalie Van Coevorden | Annabel Luxford       | Tamsyn Moana-Veale |
| 2019 | Kelly-Ann Perkins     | Jaz Hedgeland         | Sophie Corbidge    |

### Under 23 Uomini
| Anno | Oro               | Argento           | Bronzo               |
| ---- | ----------------- | ----------------- | -------------------- |
| 2008 | Tony Dodds        | Benjamin Visser   | Martin Van Barneveld |
| 2009 | Ryan Sissons      | Samuel Betten     | James Seear          |
| 2010 | Ryan Sissons      | Samuel Betten     | Shane Barrie         |
| 2011 | Ryan Sissons      | Tom Davison       | Michael Poole        |
| 2012 | James Hodge       | Tom Davison       | Matt Brown           |
| 2013 | Robert Huisman    | Harrison Dean     | Cameron Todd         |
| 2014 | Declan Wilson     | Jacob Birtwhistle | Matthew Baker        |
| 2015 | Jacob Birtwhistle | Declan Wilson     | Marcel Walkington    |
| 2016 | Marcel Walkington | Jacob Birtwhistle | Declan Wilson        |
| 2017 | Matthew Baker     | Tayler Reid       | Daniel Coleman       |
| 2018 | Callum McClusky   | Daniel Hoy        | Luke Burns           |
| 2019 | Brandon Copeland  | Trent Thorpe      | Tayler Reid          |

### Under 23 Donne
| Anno | Oro                  | Argento               | Bronzo            |
| ---- | -------------------- | --------------------- | ----------------- |
| 2008 | Felicity Sheedy-Ryan | Anna Elvery           | Jacqui Seebold    |
| 2009 | Rebecca Spence       | Jacqui Seebold        | Anna Elvery       |
| 2010 | Emma Jackson         | Keira Pride           | Ashleigh Gentle   |
| 2011 | Rebecca Kingsford    | Penny Hayes           | Rebecca Grant     |
| 2012 | Sophie Corbidge      | Rebecca Kingsford     | Teresa Adam       |
| 2013 | Sophie Corbidge      | Gillian Backhouse     | Rebecca Kingsford |
| 2014 | Gillian Backhouse    | Natalie Van Coevorden | Deborah Lynch     |
| 2015 | Jaz Hedgeland        | Grace Musgrove        | Ellie Salthouse   |
| 2016 | Emma Jeffcoat        | Jaz Hedgeland         | Maddie Dillon     |
| 2017 | Emma Jeffcoat        | Joanne Miller         | Holly Grice       |
| 2018 | Elise Salt           | Kira Hedgeland        | Annabel White     |
| 2019 | Brittany Dutton      | Annabel White         | Milan Agnew       |

## Medagliere Élite
| Pos. | Paese         | Oro | Argento | Bronzo |    |
| ---- | ------------- | --- | ------- | ------ | -- |
| 1    | Australia     | 27  | 25      | 21     | 73 |
| 2    | Nuova Zelanda | 9   | 11      | 15     | 35 |